# جم اولوگنویان
جم اولوگنویان (Cem Uluğnuyan؛ متولد ۱۲ دسامبر ۱۹۸۹) یک تکواندوکار اهل ترکیه است که در دسته خروس‌وزن (سبک‌وزن) رقابت می‌کرد. او از تیم شهرداری کلانشهر ازمیر S.K به آنکارا PTT SK منتقل شد.

## زندگی‌ نامه
جم اولوگنویان عضو تیم ملی ترکیه بود که در مسابقات قهرمانی جام جهانی تیمی ۲۰۰۹ که در باکو، جمهوری آذربایجان برگزار شد، به مقام قهرمانی رسید. وی در مسابقات قهرمانی تکواندو جهان ۲۰۰۹ که در کپنهاگ دانمارک برگزار شد، مدال برنز را از آن خود کرد. در همان سال، وی در مسابقات قهرمانی زیر ۲۱ سال اروپا که در ویگو اسپانیا برگزار گردید، قهرمان اروپا شد. وی در مسابقات قهرمانی تکواندو اروپا ۲۰۱۰ که در سن پترزبورگ روسیه برگزار شد، مدال برنز را در دسته خروس‌وزن بدست آورد.